# Jean Marianne
Jean Frederic Marianne (ur. 22 kwietnia 1995) – maurytyjski zapaśnik walczący w stylu wolnym. Zajął czternaste miejsce na igrzyskach afrykańskich w 2019. Jedenasty na igrzyskach wspólnoty narodów w 2022; trzynasty w 2018. Ósmy na mistrzostwach Afryki w 2023. Brązowy medalista igrzysk Wysp Oceanu Indyjskiego w 2023 roku.